# Cleophas Sintobin
Cleophas Sintobin (Oekene, 25 september 1873 - Roeselare, 14 december 1954) was een Belgisch politicus en heemkundige die in de gemeentepolitiek van Lichtervelde actief was.

## Professionele loopbaan
Sintobin was samen met zijn vrouw Eugenie Yperman de uitbater van een drukkerij met bijhorende winkel. Hij verzorgde onder meer het drukwerk van de lokale katholieke partij De Zwaan die sedert het einde van de negentiende eeuw lijnrecht tegenover een andere katholieke partij, de Katholieke Burgersgilde, stond. De drukkerij gaf ook een eigen weekblad uit: De Veldbloem. Het was een typisch lokaal weekblad met een beetje lokaal nieuws en vooral veel advertenties. Het (politieke) nieuws was Zwaangezind.
Een andere specialiteit was het drukken van postkaarten met foto's van Lichterveldse gebouwen en zichten. Er waren er ook enkele met zichten uit Oekene, Sintobins geboortedorp. Deze postkaarten zijn gemakkelijk herkenbaar door het logo van de drukkerij, een ovaal met de letters 'SYL' (Sintobin - Yperman, Lichtervelde).

## Politieke loopbaan
Sintobin was een laatbloeier in de lokale politiek. Hij was als gemeenteonderwijzer actief en kon zo dus niet in de gemeenteraad zetelen tot aan zijn pensioen. Na zijn pensionering werd hij echt politiek actief. Hij kwam in 1926 voor het eerst op met de gemeenteraadsverkiezingen voor de lijst De Zwaan. Het waren de eerste verkiezingen sinds lang die door De Zwaan gewonnen werden. Dokter Gustaaf Colpaert werd burgemeester, Sintobin schepen. Zijn grootste aandacht ging naar de bouw van een gemeenteschool in de Beverenstraat, een school die nog bestaat en in gebruik is. Sintobin had een uitgesproken mening en een eigengereide manier van werken die niet steeds in dank aangenomen werd. Medeschepen Emeric Maenhout stapte mede hierdoor in 1932 over naar De Burgesgilde. Die partij won dat jaar de gemeenteraadsverkiezingen en Sintobin belandde met De Zwaan in de oppositie. In 1938 won De Burgersgilde opnieuw de gemeenteraadsverkiezingen.
Na de Tweede Wereldoorlog was het zittende schepencollege in Lichtervelde verdwenen. De burgemeester Eugène Callewaert en een van de schepenen werden tijdens de oorlog in Wolfenbüttel terechtgesteld en de andere schepen was overleden. In de gemeenteraad maakte de fractie van De Zwaan nu de meerderheid uit. De eerste gemeenteraadsleden in rang werden waarnemend burgemeester en schepenen. Zo werd in september 1944 dokter Colpaert waarnemend burgemeester en Sintobin waarnemend schepen. Ze hadden hun handen vol met de nasleep van de bevrijding en de daaropvolgende repressie. Die richtte zich onder meer tegen de partij De Zwaan. Zo werd het huis van Sintobin met collaboratiespreuken beklad. Dokter Colpaert besliste op 17 november 1945 het waarnemend burgemeesterschap door te geven, waardoor Cleophas Sintobin automatisch waarnemend burgemeester werd. Het was voor hem een droom die uitkwam. In 1946 lanceerde hij een herdenking voor de honderdste verjaardag van de uitvinder Karel Van de Poele. Een herinneringsplaat aan zijn geboortehuis herinnert nog aan deze festiviteiten. De Zwaan met onder meer Colpaert en Sintobin op de lijst was in 1946 niet opgewassen tegen de Katholieke Burgersgilde. Die partij leed zwaar onder de oorlog en won met de weduwe van de terechtgestelde burgemeester, Maria Callewaert-Casselman , de verkiezingen met gemak. Sintobin werd gemeenteraadslid voor de oppositie en bleef dat na de verkiezingen van 1952, tot zijn overlijden eind 1954.

## Heemkunde
Naast de lokale gemeentepolitiek had Sintobin één passie: de heemkunde. Hij was de enige Lichterveldse heemkundige de naam waardig in de eerste helft van de twintigste eeuw. Hij was een van de eersten die uit historische interesse het lokale archief doorpluisde. Dit resulteerde in heemkundige bijdragen die hij publiceerde in tijdschriften en lokale weekbladen zoals De Oude Torhoutenaar of De Rousselaersche Bode. Deze krantenartikels bundelde hij in een brochure 'Bijdragen tot de geschiedenis van Lichtervelde' uit 1952, lang de enige publicatie over de geschiedenis van Lichtervelde. Een andere publicatie handelde over de heilige Margaretha van Antiochië en haar verering in Lichtervelde. Ook de herdenking van Van de Poele in 1946 past in zijn heemkundige interesse.
Sintobin kon niet verhinderen dat tijdens de Tweede Wereldoorlog het oud archief van de gemeente van voor 1900 grotendeels in het Rijksarchief van Brugge werd gedeponeerd. Hij nam met de lokale geschiedenis al eens een loopje. In een kiespamflet gaf hij een geschiedkundig overzicht van de lokale burgemeesters met de 'perfecte' Zwaanburgemeesters. De burgemeesters van De Burgersgilde stelde hij voor als valse commercanten die de gemeente  benadeelden met hun eigenbelang. Hij maakte hier de fout om vader en zoon Michiel Surmont door elkaar te halen. Hij stelde dat Surmont zoon al op zijn 17de burgemeester werd tijdens het Franse regime, terwijl dit Surmont vader was.

## Archief
Na Sintobins overlijden bewaarde zijn dochter Margaretha zijn documentatie gedeeltelijk. Ze bleef in het ouderlijke huis op de Marktplaats wonen. Die verzameling belandde na de dood van Margaretha op het einde van de twintigste eeuw in het gemeentearchief. Er wordt gezegd dat de heemkundige interesse van Sintobin een van de oorzaken is van het verdwijnen van de Marktpomp die tot in de jaren 1950 op de Marktplaats stond. De regerende partij zou een van de door Sintobin gekoesterde erfgoedstukken met plezier vernield hebben bij de heraanleg van de Marktplaats.